# Ron Fintushel
Ronald „Ron“ Fintushel (* 1946) ist ein US-amerikanischer Mathematiker, der sich mit niedrigdimensionaler geometrischer Topologie (speziell von 4-Mannigfaltigkeiten) und der Mathematik von  Eichfeldtheorien  befasst.
Fintushel studierte Mathematik an der Columbia University mit dem Bachelor-Abschluss 1967 und an der University of Illinois, an der er 1969 seinen Master-Abschluss erhielt und wurde 1975 bei Louis McAuley an der State University of New York in Binghamton promoviert (Orbit maps of local {\displaystyle S^{1}}-actions on manifolds of dimension less than five). Er war Professor an der Tulane University und ist Professor an der Michigan State University.
Sein Arbeitsfeld ist geometrische Topologie insbesondere von 4-Mannigfaltigkeiten (einschließlich der Berechnung von Donaldson-Invarianten) mit Verbindungen zu Eichfeldtheorien, Knotentheorie und symplektischer Geometrie. Er arbeitet eng mit Ronald J. Stern zusammen.
1998 war er Invited Speaker auf dem Internationalen Mathematikerkongress in Berlin (Construction of smooth 4-manifolds mit Ronald J. Stern). 1997 erhielt er den Distinguished Faculty Award der Michigan State University.
Er ist Fellow der American Mathematical Society. Fintushel ist Herausgeber von Geometry and Topology und des Michigan Mathematical Journal.

## Schriften
- mit Stern: Constructing lens spaces by surgery on knots, Mathematische Zeitschrift, Band 175, 1980, S. 33–51
- mit Stern: An exotic free involution of {\displaystyle S^{4}}, Annals of Mathematics, Band 113, 1981, S. 357–365
- mit Stern: Pseudofree orbifolds, Annals of Mathematics, Band 122, 1985, S. 335–364
- mit Stern: Instanton homology of Seifert fibred homology three spheres, Proceedings of the London Mathematical Society, Band 61, 1990, S. 109–137
- mit Stern: Immersed spheres in 4-manifolds and the immersed Thom conjecture, Turkish Journal of Mathematics, Band 19, 1995, S. 145–157
- mit Stern: Donaldson invariants of 4-manifolds with simple type, J. Diff. Geom., Band 42, 1995, S. 577–633
- mit Stern: The blowup formula for Donaldson invariants, Annals of Mathematics, Band  143, 1996, S. 529–546
- mit Stern: Rational blowdowns of smooth 4-manifolds, Journal of Differential Geometry, Band 46, 1997, S. 181–235
- mit Stern: Surfaces in 4-manifolds, Math. Res. Letters, Band 4, 1997, S. 907–914
- mit Stern: Knots, links, and 4-manifolds, Inventiones mathematicae, Band 134, 1998, S. 363–400, Arxiv
- mit Stern: Constructions of smooth 4-manifolds. Proceedings of the International Congress of Mathematicians, Vol. II (Berlin, 1998). Doc. Math. 1998, Extra Vol. II, 443–452
- mit Stern: Symplectic surfaces in a fixed homology class, J. Diff. Geom., Band 52, 2000, S. 203–222
- mit Stern: Families of simply connected 4-manifolds with the same Seiberg-Witten invariants, Topology, Band 43, 2004, S. 1449–1467
- mit Stern: Invariants for Lagrangian tori, Geom. Topol., Band 8, 2004, S., 947-968 *mit Stern: Tori in symplectic 4-manifolds, Geometry and Topology Monographs, Band 7, 2004, Proceedings of the Casson Fest, S. 311–333
- mit Stern, B. D. Park: Reverse engineering small 4-manifolds, Algebraic & Geometric Topology, Band 7, 2007, S. 2103–2116
- mit Stern: Six Lectures on Four 4-manifolds, Low dimensional topology, IAS/Park City Math. Ser. 15, Amer. Math. Soc., Providence, RI, 2009, S. 265–315